# 中沙乡
中沙乡是中国福建省三明市宁化县下辖的一个乡。

## 行政区划
现辖：
中沙社区、中沙村、下沙畲族村、半溪村、廖家村、练畲村、何屋村、武昌村、高坪村、叶坊村、楼家村、樟荣村、石门村和双元村。